# Whanganui
Whanganui, también llamada Wanganui, es un área urbana y distrito en la costa oeste de la isla Norte de Nueva Zelanda. Es parte de la región Manawatu-Wanganui. 
Al igual que varios lugares de Nueva Zelanda, Whanganui era considerada una ciudad hasta la reorganización administrativa en 1989; ahora está controlada por un consejo de distrito. A pesar de esto, es considerada como una ciudad por la mayoría de neozelandeses. 

## Etimología
Whāngā nui significa gran bahía o gran puerto. Los europeos la llamaron Petre (pronunciado Peter), en honor a Lord Petre, un oficial de la Compañía de Nueva Zelanda, pero el nombre no persistió.
A pesar de llamarse Wanganui desde 1854, el New Zealand Geographic Board recomendó cambiar el nombre a Whanganui, y el gobierno decidió en 2009 que, aunque las dos ortografías eran aceptables, las empresas públicas deberían utilizar el nombre "Whanganui".

## Ciudades hermanadas
Whanganui tiene dos ciudades hermanas, según Sister Cities International:
- Toowoomba, Australia, desde 1983.
- Nagaizumi-cho, Japón, desde 1988.

El consejo de distrito de Whanganui decidió, en 2009, acabar con la relación de hermandad con Reno, Estados Unidos, debido a su prolongada inactividad.